# Церковь иконы Божией Матери «Скоропослушница» (Таллин)
Храм в честь иконы Божией Матери «Скоропослушница», также Таллинская церковь иконы Божией Матери «Скоропослушница» (эст. Tallinna Jumalaema Kiirestikuulja ikooni kirik) — православный храм Таллинской епархии Эстонской православной церкви Московского патриархата, расположенный в таллинском районе Ласнамяэ, где почти 60 % населения составляют русские. Регистровый адрес храма: бульвар Лоопеалсе 8, Таллин.

## История
В 2002 году по просьбам жителей крупнейшего района Таллина — Ласнамяэ — группа предпринимателей согласилась построить православный храм, на возведение которого было получено благословение митрополита Таллинского Корнилия (Якобса), а идею строительства поддержали столичные власти во главе с мэром Таллина Эдгаром Сависааром.
Проект храма на конкурсной основе выполнило архитектурное бюро «Z-Projekt OÜ» и группа архитекторов — Олег Жемчугов, Николай Дятко и Евгений Коломенкин.
В сентябре 2003 года во время визита в Эстонию патриарх Московский и Всея Руси Алексий II освятил на месте строительства закладной камень. Строительство  в восточной части Таллина, рядом с Нарвским шоссе, началось в ноябре 2006 года. По словам руководителя строительных работ Владимира Исакова, с 2003 года по июль 2011 года на строительство храма было перечислено пожертвований на 3 млн евро (отдельные пожертвования доходили до 150 тысяч евро, а пик перечислений пришёлся на 2008—2009 годы). Завершение строительства храма оплатила компания «Petromaks Spediitori AS». В декабре 2010 года в Таллине разгорелся т. н. «сависааровский» скандал: в СМИ было заявлено, что средства (1,5 млн евро из требуемых на окончание строительства 3 млн евро) на завершение строительства храма перевёл компании «Petromaks Spediitori AS» российский Фонд Андрея Первозванного, что было расценено как финансовая поддержка мэра Таллина Эдгара Сависаара. Представитель Фонда Андрея Первозванного Евгений Томберг опроверг эту информацию, сообщив, что средства были предоставлены эстонскими партнёрами Фонда Андрея Первозванного, а сам мэр Таллина назвал строительство церкви приоритетным в градостроительной политике.
30 сентября 2009 года перед храмом была открыта площадь Патриарха Алексия II, а 8 сентября 2012 года на этой площади состоялось открытие памятника почившему предстоятелю Русской православной церкви.
В феврале 2013 года были освящены купола и кресты храма, а на Пасху — звонница, колокола которой отлиты в Германии. Пасхальную службу 2013 года посетило более 10 тысяч человек, среди которых был Эдгар Сависаар.
16 июня 2013 года патриарх Кирилл во время визита в Эстонию совершил великое освящение новопостроенного храма, главной святыней которого стала икона Божией Матери «Скоропослушница», сохранённая митрополитом Корнилием после закрытия в 1959 году и разрушения подворья Пюхтицкого монастыря в Таллине.
В августе 2013 года был установлен постоянный иконостас, который изготовили мастера из Санкт-Петербурга.

Церковь иконы Божией Матери «Скоропослушница» в Таллине
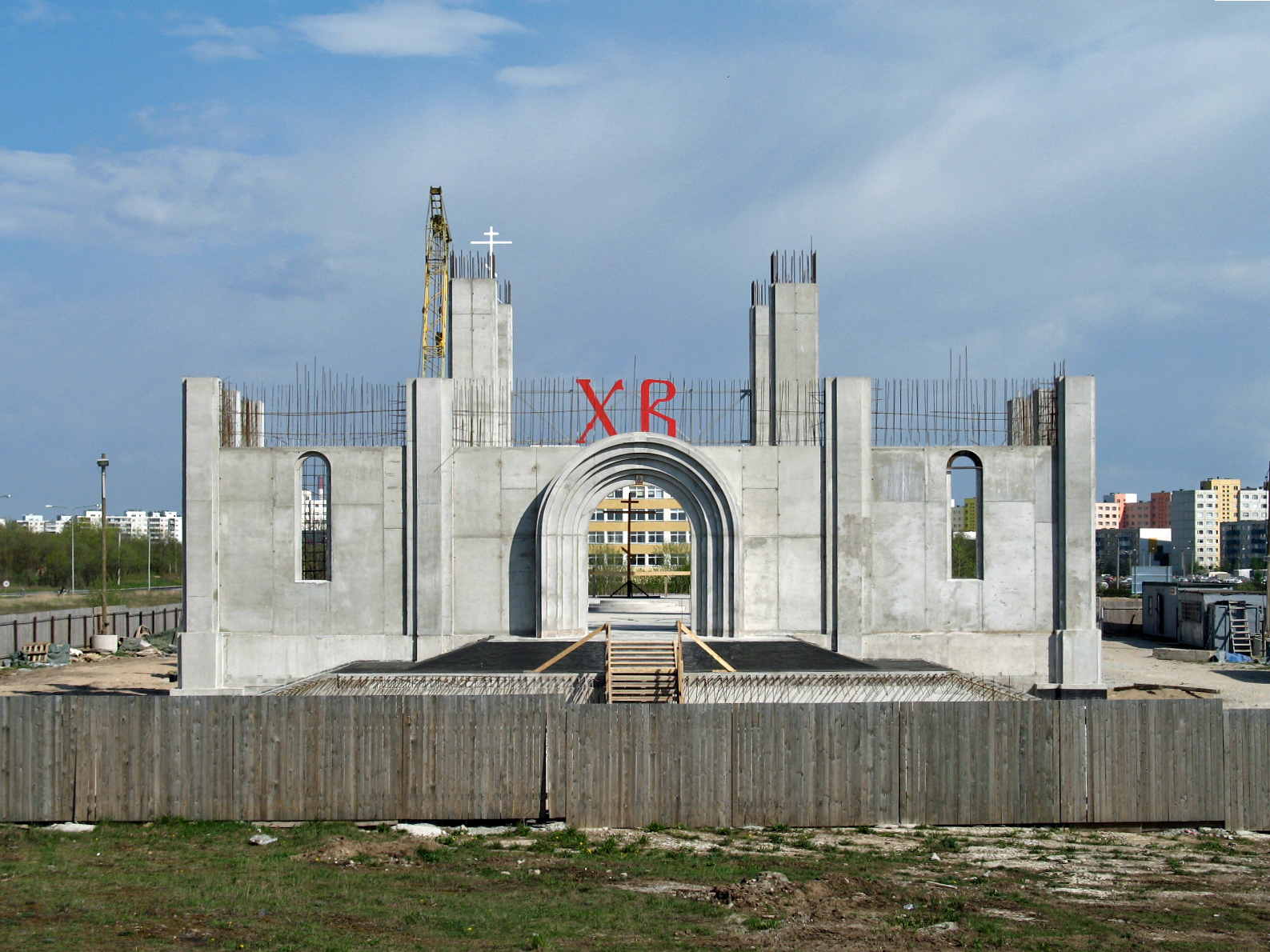
Строительство церкви, май 2008 года
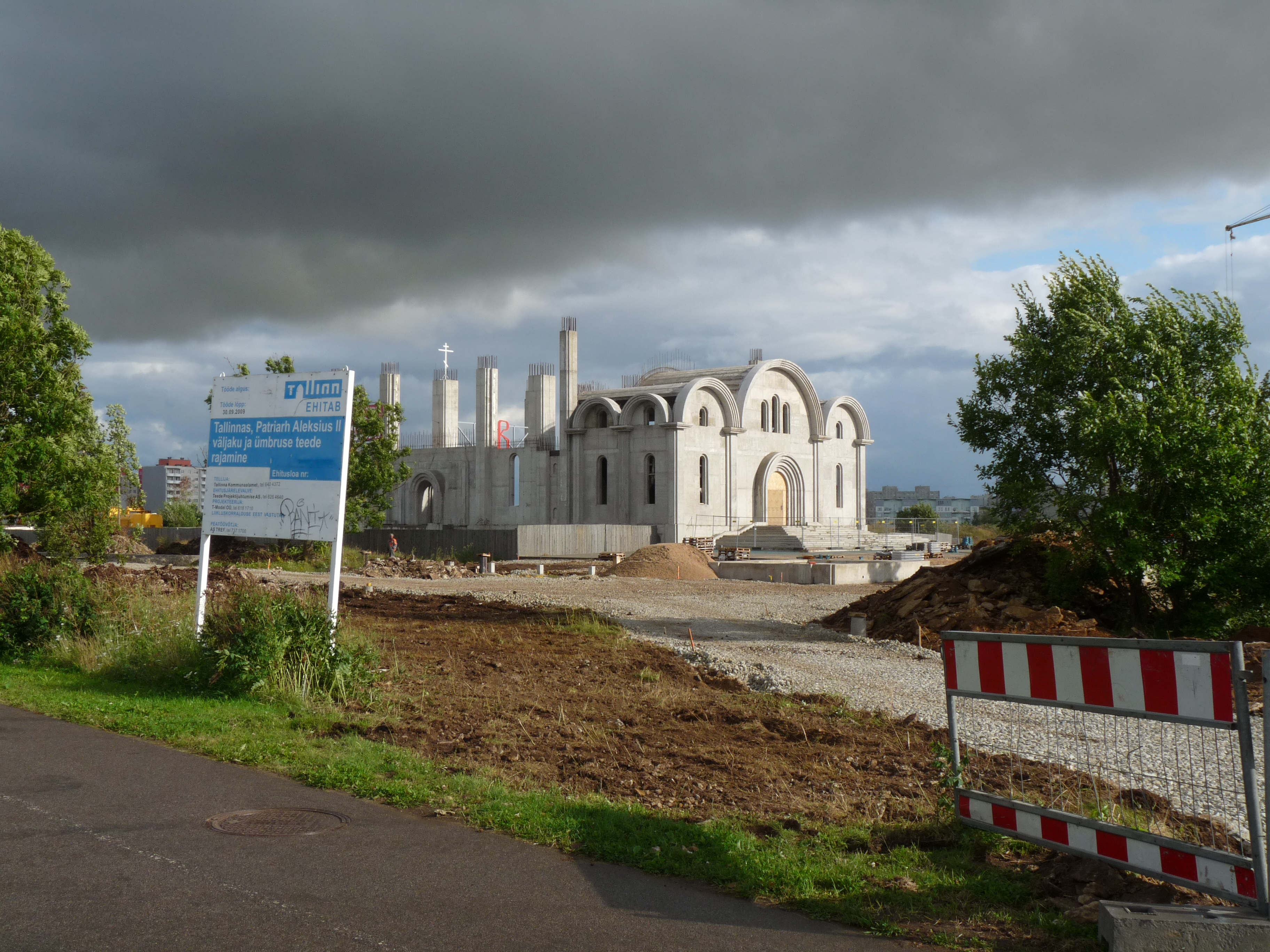
Строительство церкви, август 2009 года
Церковь зимой 2017 года
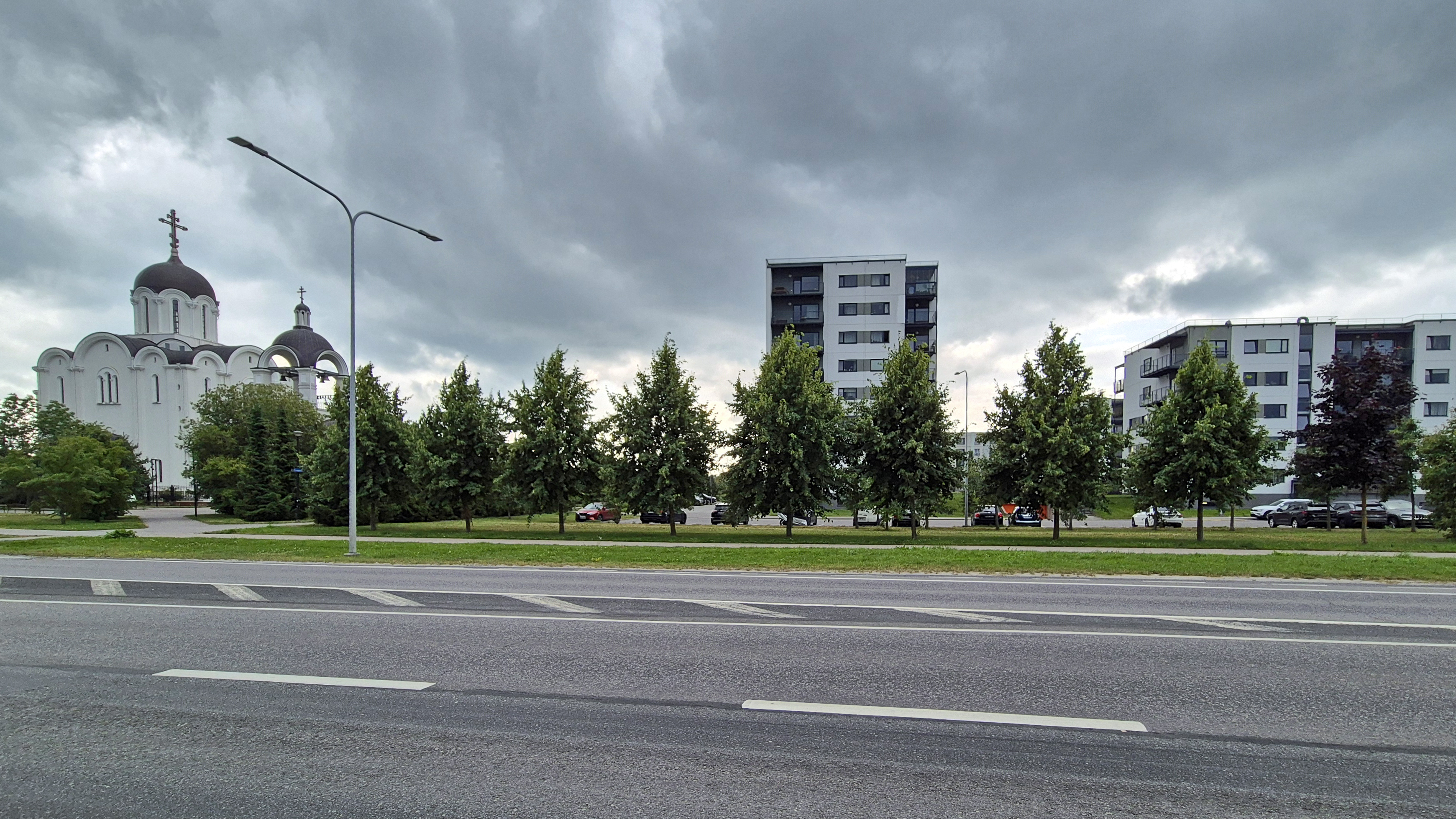
Вид на церковь с Нарвского шоссе, 2025 год